# ジェネラル・ダイナミクス
ジェネラル・ダイナミクス (General Dynamics Corporation、NYSE: GD) は、米国バージニア州フォールズチャーチに本社を置く重機械コングロマリットである。ニューヨーク証券取引所上場。

## 概要
1952年に設立されて以来、宇宙防衛産業と造船業、情報エレクトロニクス技術産業を主力とし、売り上げ210億ドル（2005年）、従業員9万人（2010年）を雇用する世界有数の防衛宇宙複合企業。2005年時点で、軍需産業で第6位にランクされる一方、会社の収益に占める民生産業部門の比率も大きい。

## 歴史
1899年、エレクトリック・ボートが設立され、潜水艦や対潜ミサイルなどを米海軍向けに製造した。1952年にエレクトリック・ボートはジェネラル・ダイナミクスと名称を変更。1953年、航空機メーカーコンベアと合併。（航空機事業コンベア部門は1965年で終了、1976年にカナダ政府に売却されている。）1954年に原子力潜水艦ノーチラスを製造。1974年、F-16を開発。

## 現在の主要事業

### 造船
民間および防衛目的の艦船の建造・保守企業群
- ジェネラル・ダイナミクス・エレクトリック・ボート

エレクトリック・ボート部門は、ハンティントン・インガルス・インダストリーズ社ニューポート・ニューズ部門と並んで、核動力艦を供給可能な企業。主要製品として、バージニア級原子力潜水艦などがある。
- バス鉄工所
- American Overseas Marine Corporation
- National Steel and Shipbuilding

### 軍用車両
- ジェネラル・ダイナミクス・ランド・システムズ（en:General Dynamics Land Systems, GDLS）

M1エイブラムス戦車や、ストライカー装甲車などを生産する防衛用陸上車両部門。1982年に買収したクライスラー・コンバット・システムズ社と2003年にゼネラルモーターズから買収したGMディフェンス社が母体。
- General Dynamics Armament and Technical Products

一連のガトリング式機関砲（GAU-8、GAU-12、GAU-19、GAU-22、GAU-17ミニガン、M61、M197）を製造。
- General Dynamics Ordnance and Tactical Systems
- General Dynamics European Land Combat Systems
  - MOWAG社 - 装輪装甲車のピラーニャ、イーグル、DUROを開発、製造。
  - Santa Bárbara Sistemas社 - レオパルト2E、ASCOD歩兵戦闘車を製造。
  - Steyr社 - 装輪装甲車のパンデュールI/II、ASCOD歩兵戦闘車、SK105キュラシェーア軽戦車を製造。

### 航空宇宙
- ガルフストリーム・エアロスペース

ビジネス用途小型ジェット機を生産する航空機部門。"Forstmann Little & Company"から1999年に買収。G500/G550（旧ガルフストリームV）などの製品で知られている。以前所有していた航空機部門コンベアとの関連はない。
- Jet Aviation（英語版）

ビジネス用途小型ジェット機を運行、管理する航空機運航管理部門。
(Jet Aviation)

### 情報機器（アビオニクス）
- General Dynamics Advanced Information Systems (GDAIS)

ルーセント・テクノロジーズ社（旧AT&T社の機器開発部門）から1997年に買収
- General Dynamics C4 Systems

モトローラ社から2001年に買収。GDAISと共に、民生用及び防衛用のアビオニクス、電子機器の生産をおこなっている。
- Itronix - フル ラグド（Fully Rugged）ラップトップPC・タブレットPCのブランド

1992年にItronから部門買収した事業。個人でも購入が可能な、数少ないGD製品。
(Itronix Home)

### 情報分析
- アメリカ国土安全保障省が非公開で行うソーシャルメディアの監視プログラムの運用[4]。

## 売却済事業
- 原子力事業
  - 1967年にジェネラル・アトミックス社をガルフ・オイルへ売却。
- 軍用機事業
  - 航空機部門は長らく軍用機製造をおこなっていたが、1992年12月に部門をロッキード（現ロッキード・マーティン）へ売却。
    - F-111 - 攻撃機・戦闘爆撃機。可変翼航空機として初めて実用化された。
    - F-16 - 戦闘機。現在はロッキード・マーティンが製造を継続。